# リトル・バイ・リトル
「リトル・バイ・リトル」（Little by Little）は、2002年に発表されたオアシスの楽曲、及び同曲を収録した通算21枚目のシングルである。5作目のアルバム『ヒーザン・ケミストリー』からの第3弾シングルとして発売された。シングルのジャケット・アートは、ロバート・インディアナのアートワーク・シリーズ、「Love」へのオマージュである。

## 概要
ノエル作曲&ボーカル。バンドとしては初の両A面シングルとなる。A面に「リトル・バイ・リトル」と「シー・イズ・ラヴ」(同じく『ヒーザン・ケミストリー』に収録)、B面にザ・フーの「マイ・ジェネレーション」のカバーを収録。全英2位を獲得。
「リトル・バイ・リトル」のリード・ボーカルはもともとリアムが録音する予定だったが、ノエルによると、リアムがボーカルの録音に苦戦してできなかったと語っている。「リアムが歌えたら、すごく特別なものになったのに残念だ。ボーカルの録音のところまで来たとき、彼は『俺は絶対にできない』と言っていたのがわかった。でも俺たちはみんな、あいつがやってくれることを望んでいた。俺がやって来て稿を作ったとき、机に座りながら『クソ野郎。やるじゃねぇか。』と言っていたのがわかった。」と語っている。

## ミュージック・ビデオ
ミュージック・ビデオは、ノエルが玄関でアコースティック・ギターで演奏しながら、歌うという内容であり、ロバート・カーライルが小さな男として出演している。オアシスの他のメンバーも出演しており、リアムは、カーライルが転倒したところを助けるシーンで登場している。また、ゲム・アーチャーとアラン・ホワイトも別々に登場している。

## 収録曲
- 7" RKID 26

1. リトル・バイ・リトル - Little By Little
2. シー・イズ・ラヴ - She Is Love

- CD RKIDSCD 26

1. リトル・バイ・リトル - Little By Little
2. シー・イズ・ラヴ - She Is Love
3. マイ・ジェネレーション - My Generation

- DVD RKIDSDVD 26

1. リトル・バイ・リトル - Little By Little
2. リトル・バイ・リトル (デモ) - Little By Little (Demo)
3. 10 Minutes of Noise and Confusion Pt. 3

## パーソナル
- ノエル・ギャラガー - リードボーカル、アコースティック・ギター
- ゲム・アーチャー - エレクトリック・ギター
- アンディ・ベル - ベース
- アラン・ホワイト - ドラム、タンバリン
- ポール・ステイシー - オルガン

## チャート
| チャート (2002)                        | Peak 最高位 |
| -------------------------------------- | ----------- |
| カナダ (Nielsen SoundScan)             | 2           |
| フィンランド (Suomen virallinen lista) | 16          |
| ドイツ (GfK Entertainment charts)      | 65          |
| イタリア (FIMI)                        | 5           |
| ニュージーランド (Recorded Music NZ)   | 46          |
| スペイン (PROMUSICAE)                  | 20          |
| スウェーデン (Sverigetopplistan)       | 41          |
| スイス (Schweizer Hitparade)           | 83          |

| チャート (2002)                          | Peak 最高位 |
| ---------------------------------------- | ----------- |
| オーストラリア (ARIA)                    | 54          |
| ヨーロッパ (Eurochart Hot 100)           | 11          |
| アイルランド (IRMA)                      | 9           |
| スコットランド (Official Charts Company) | 2           |
| UK シングルス (OCC)                      | 2           |

| チャート (2002)            | 最高位 |
| -------------------------- | ------ |
| カナダ (Nielsen SoundScan) | 47     |
| イギリス (OCC)             | 81     |